# Elyptron dallolmoi
Elyptron dallolmoi är en fjärilsart som beskrevs av Emilio Berio 1972. Elyptron dallolmoi ingår i släktet Elyptron och familjen nattflyn. Inga underarter finns listade i Catalogue of Life.